# Victor de Aveyron
Victor de Aveyron (cerca de 1788 — 1828) foi uma criança selvagem que foi encontrado na França em 1798, sendo adotado então pelo educador francês Jean Marc Gaspard Itard. O cineasta francês François Truffaut rodou o filme O Garoto Selvagem (1969) baseando-se nos relatos de Jean Marc Gaspard Itard.

## História
No dia 21 de fevereiro de 1799 uma estranha criatura surgiu dos bosques próximos ao povoado de Aveyron, no sul da França. Apesar de conseguir, por breves momentos, andar em posição ereta se assemelhava mais a um animal do que a um ser humano, porém, imediatamente foi identificado como um menino de uns onze ou doze anos. Unicamente emitia estridentes e incompreensíveis grunhidos e parecia carecer do sentido de higiene pessoal, fazia suas necessidades onde e quando lhe apetecia. Foi conduzido para a polícia local e, mais tarde, para um orfanato próximo.
A princípio escapava constantemente e era difícil voltar a capturá-lo. Negava-se a vestir-se e rasgava as roupas quando lhes punham. Nunca houve pais que o reclamassem.
O menino foi submetido a um minucioso exame médico no qual não se encontrou nenhuma anormalidade importante. Quando foi colocado diante de um espelho parece que viu sua imagem sem reconhecer-se. Em uma ocasião tratou de alcançar através do espelho uma batata que havia visto refletida nele (de fato, a batata era segurada por alguém atrás de sua cabeça). Depois de várias tentativas, e sem voltar a cabeça, colheu a batata por cima de seu ombro. Um sacerdote que observava ao menino diariamente descreveu esse incidente da seguinte forma:
Todos estes pequenos detalhes, e muitos outros que poderiam aludir, demonstram que este menino não carece totalmente de inteligência, nem de capacidade de reflexão e raciocínio. Contudo, nos vemos obrigados a reconhecer que, em todos os aspectos que não tem a ver com as necessidades naturais ou a satisfação dos apetites, se percebe nele um comportamento puramente animal. Se possui sensações não desembocam em nenhuma idéia. Nem sequer pode comparar umas as outras. Poderia pensar-se que não existe conexão entre sua alma ou sua mente e seu corpo. (Shattuck, 1980, p. 69; veja-se também Lane, 1976.)
Posteriormente, o menino foi enviado para Paris, onde se ocorreram tentativas sistemáticas de transformar-lhe “de besta em humano”. Philippe Pinel, considerado o pai da psiquiatria moderna, o diagnosticou como “acometido de idiotia” e, portanto, não suscetível à socialização e à instrução. Em 1800 Itard passou a estudá-lo, pois acreditava que seria possível educá-lo. O esforço resultou só parcialmente satisfatório. Aprendeu a utilizar o quarto de banho, aceitou usar roupa e aprendeu a vestir-se sozinho. No entanto, não lhe interessavam nem as brincadeiras nem os jogos e nunca foi capaz de articular mais que um reduzido número de palavras. Até onde sabemos pelas detalhadas descrições de seu comportamento e suas reações, a questão não era a de que fosse retardado mental. Parece que ou não desejava dominar totalmente a fala humana ou que era incapaz de fazê-lo. Embora Itard tenha usado da disciplina e das relações sensoriais de causa e efeito para educar o menino, desconsiderou as emoções. Quem deu ao garoto um tratamento mais humano foi a Madame Guérin, a governanta que cuidou de Victor. O contato de ambos permitiu o pequeno desenvolvimento de Victor.
Com o tempo fez progressos e morreu em 1828, quando tinha por volta de quarenta anos.

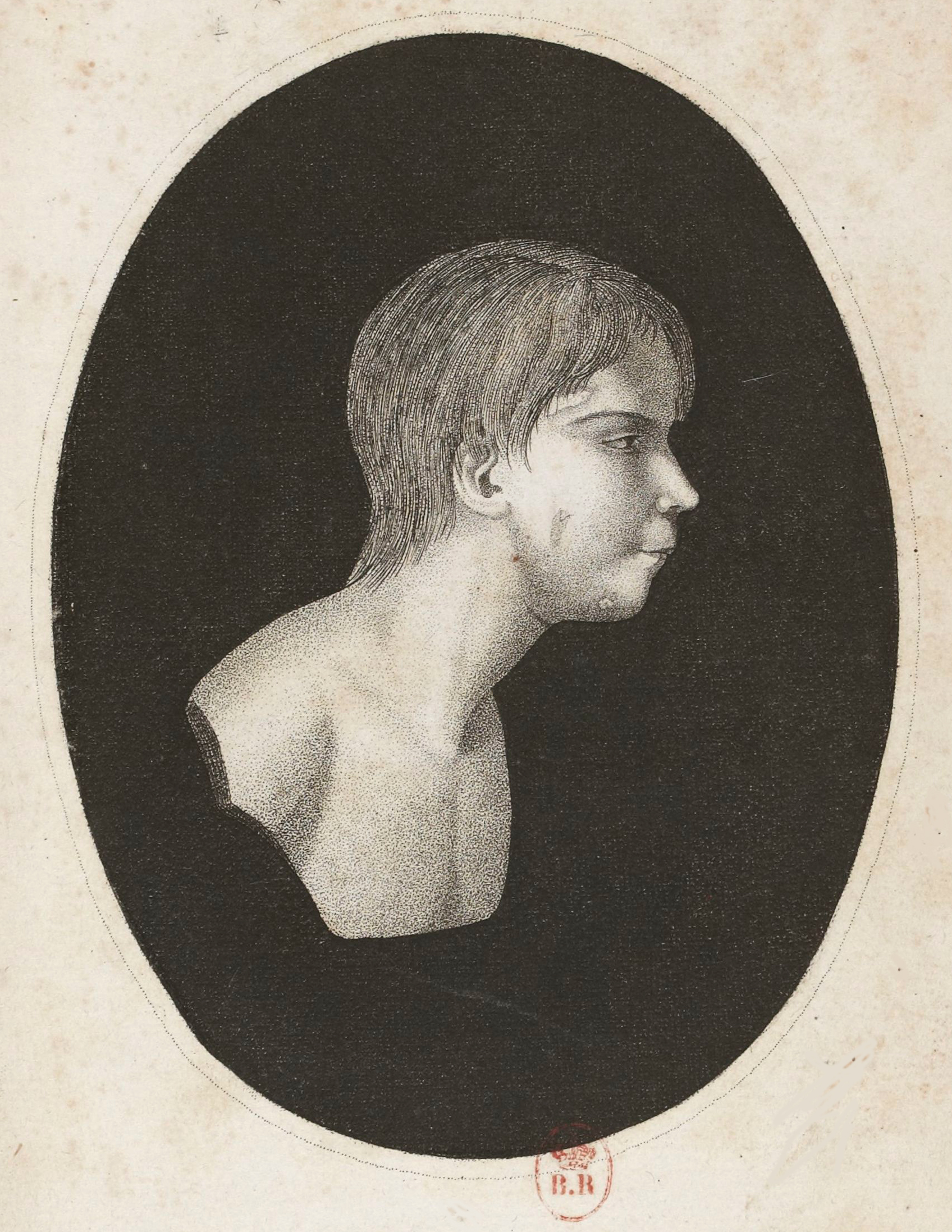
Victor de Aveyron